# Шкляна (Малопольське воєводство)
Шкляна (пол. Szklana) — село в Польщі, у гміні Прошовиці Прошовицького повіту Малопольського воєводства.
Населення — 111 осіб (2011).
У 1975—1998 роках село належало до Краківського воєводства.

## Демографія
Демографічна структура станом на 31 березня 2011 року:
|          | Загалом | Допрацездатний вік | Працездатний вік | Постпрацездатний вік |
| -------- | ------- | ------------------ | ---------------- | -------------------- |
| Чоловіки | 54      | 8                  | 41               | 5                    |
| Жінки    | 57      | 11                 | 35               | 11                   |
| Разом    | 111     | 19                 | 76               | 16                   |